# Bahnhof Großkarlbach

Situationsplan der Station Großkarlbach von 1889

Der Bahnhof Großkarlbach war die Bahnstation der rheinland-pfälzischen Ortsgemeinde Großkarlbach. Er war ab 1891 als Endbahnhof der meterspurigen Lokalbahn Frankenthal–Großkarlbach in Betrieb. Mit deren Stilllegung im Jahr 1939 wurde er außer Betrieb genommen. Sein früheres Empfangsgebäude steht unter Denkmalschutz.

## Lage
Der Bahnhof befand sich im Nordosten des heutigen Siedlungsgebietes der Ortsgemeinde Großkarlbach an der Landesstraße 455, die in diesem Bereich identisch mit der örtlichen Hauptstraße ist. Unmittelbar nördlich schließt sich ein Weinberg an.

## Geschichte
Ende der 1880er Jahre kamen Pläne auf, im Einzugsgebiet von Ludwigshafen ein schmalspuriges Eisenbahnnetz zu errichten. Zweck dieser Strecken sollte unter anderem sein, Pendler aus den umliegenden Orten vor allem zur BASF zu bringen. Eine Strecke sollte von Frankenthal aus die Gemeinden westlich der Stadt erschließen. Westlich von Dirmstein stand der Verlauf jedoch nicht von Anfang an fest. Eine Variante sah einen Anschluss von Obersülzen vor, eine andere hingegen die von Großkarlbach. Dabei wurde eine Durchbindung bis nach Grünstadt ins Auge gefasst. Die Großkarlbacher Variante setzte sich schließlich durch, so dass die Strecke am 1. Juli 1891 eröffnet wurde; die Durchbindung bis nach Grünstadt kam nicht mehr zustande.
1922 erfolgte die Eingliederung des Bahnhofs in die neu gegründete Reichsbahndirektion Ludwigshafen. Im Zuge der Auflösung der Ludwigshafener Direktion wechselte er zum 1. April 1937 in den Zuständigkeitsbereich der Direktion Mainz. Im Mai 1939 wurde die Strecke stillgelegt und schließlich abgebaut und der Bahnhof somit außer Betrieb genommen.

## Bauwerke

### Empfangsgebäude
Bei dem Empfangsgebäude mit angebautem Güterschuppen handelt es sich um einen späthistoristischen Bau aus Backstein, der stilistisch der Neorenaissance zuzuordnen ist. Es ist baugleich mit den Gebäuden in Dirmstein und Dannstadt. Es entstand im Jahr 1890 und steht unter Denkmalschutz.

### Lokschuppen
Für seine Funktion als Endbahnhof erhielt die Station auch einen zweiständigen Lokschuppen. In ihm befanden sich auch ein Wasserreservoir und ein Kohlebansen.

### Sonstige Ausstattung
Zur weiteren Ausstattung des Bahnhofs gehörte auch noch ein Ökonomiegebäude (Stall, Toilette und Waschküche), welches baugleich war zu seinen Pendants in Dirmstein und Heuchelheim. Es wurde in den 1960er Jahren abgerissen.